# Kiichi Tomori
Kiichi Tomori (友利 貴一 Tomori Kiichi?, nacido el 22 de abril de 1991 en Okinawa) es un exfutbolista japonés. Jugaba de centrocampista y su único club fue el FC Ryukyu de Japón.

## Trayectoria

### Clubes
| Club      | País  | Año         |
| --------- | ----- | ----------- |
| FC Ryukyu | Japón | 2014 - 2015 |

## Estadística de carrera

### J. League
| Club      | Año   | J. League | J. League | Copa J. League | Copa J. League | Total | Total |
| Club      | Año   | Part.     | Goles     | Part.          | Goles          | Part. | Goles |
| --------- | ----- | --------- | --------- | -------------- | -------------- | ----- | ----- |
| FC Ryukyu | 2014  | 26        | 1         | -              | -              | 26    | 1     |
| FC Ryukyu | 2015  | 0         | 0         | -              | -              | 0     | 0     |
| Total     | Total | 26        | 1         | 0              | 0              | 26    | 1     |